# Tumulus van Hanret
De Tumulus van Hanret is een verdwenen tumulus in Hanret. De Tumulus van Hanret wordt nog vaak vermeld in literatuur over tumuli in België vanwege oude opgravingen en vondsten die bewaard bleven.
Het waren twee Gallo-Romeinse grafheuvels bij de oostelijke grens van Hanret in de Belgische provincie Namen in de huidige gemeente Éghezée op een plaats die vroeger Campagne des Tombes werd genoemd, in de omgeving van de kastelen van Montigny en Hambraine.  De twee heuvels waren aan de voet met elkaar verbonden. 
Eugène del  Marmol, voorzitter van de "Société archéologique de Namur" voerde in de periode 1853-1855 opgravingen uit in verschillende tumuli in de streek. Dat gebeurde in 1854 in de tumuli van Hanret. De bevindingen en vondsten uit de tumuli van Hanret staan beschreven in een artikel. De vondsten van de opgravingen in die twee tumuli zijn bewaard en tentoongesteld in het Musée Archéologique in Namen

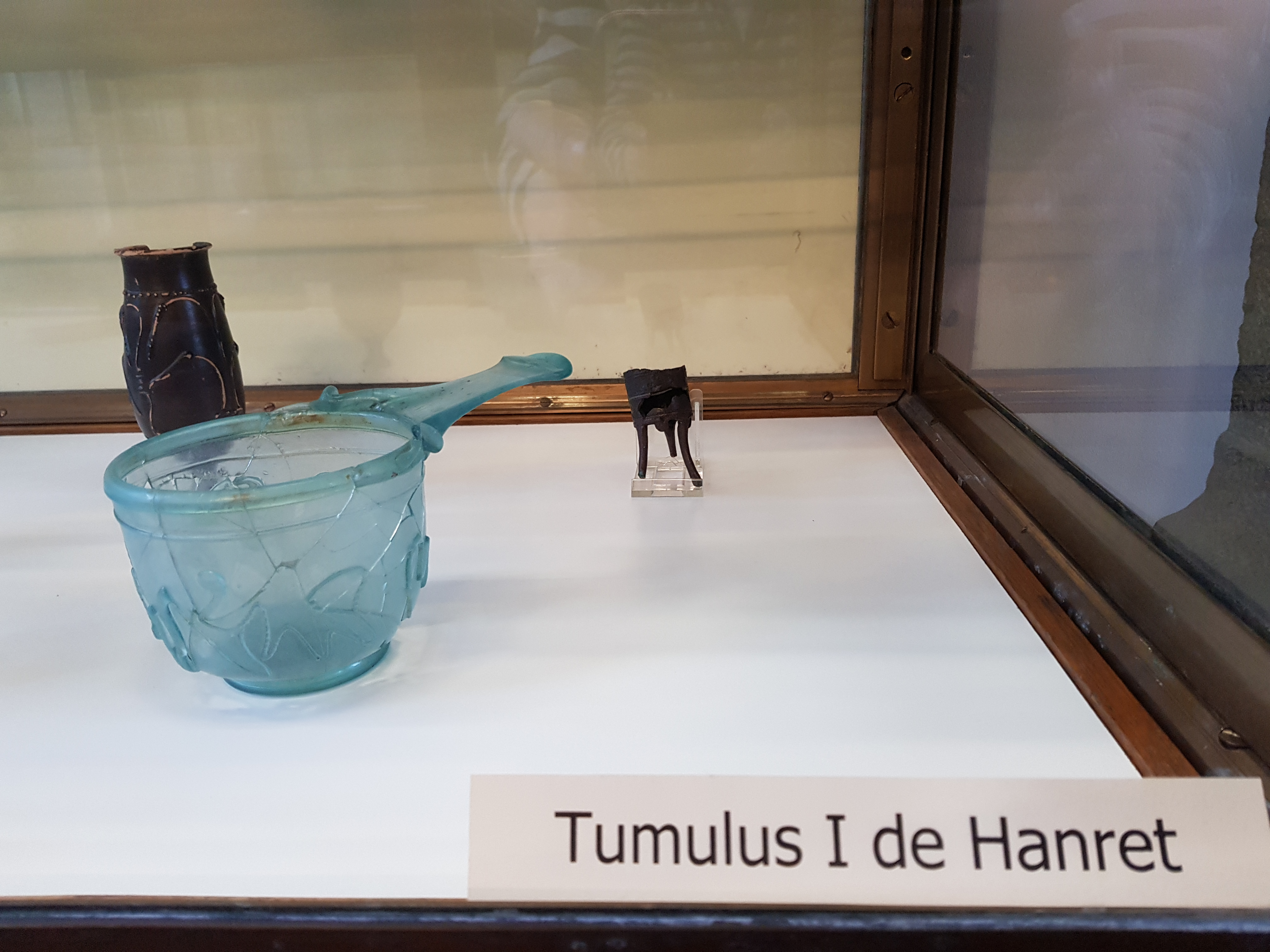
Grafvondsten in tumulus 1
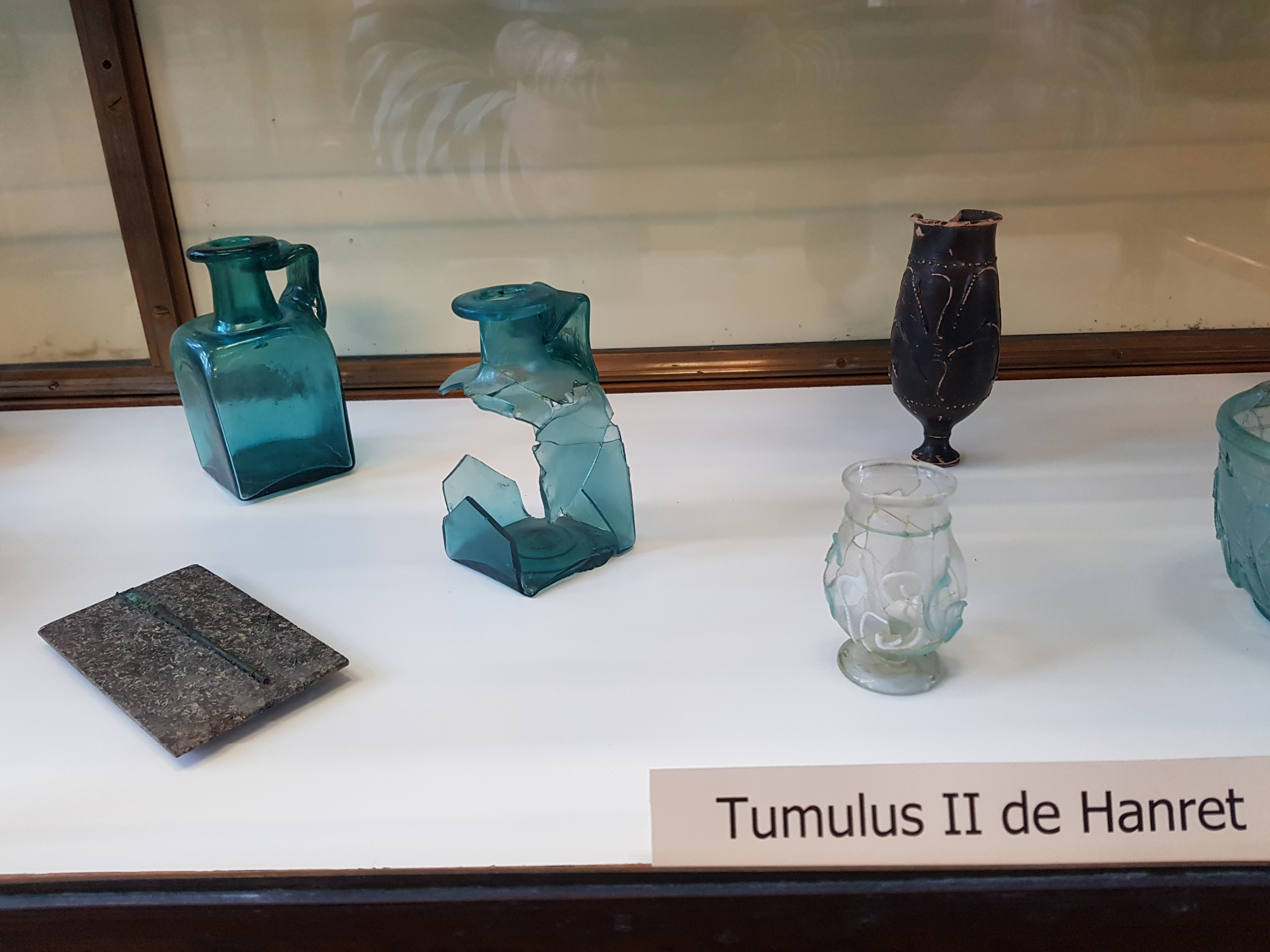
Grafvondsten in tumulus 2

Na de opgravingen werden de grafheuvels genivelleerd, waarschijnlijk om de bewerking van het akkerland te vergemakkelijken. De plaats van de tumuli is nog zichtbaar op luchtfoto's van het gebied.

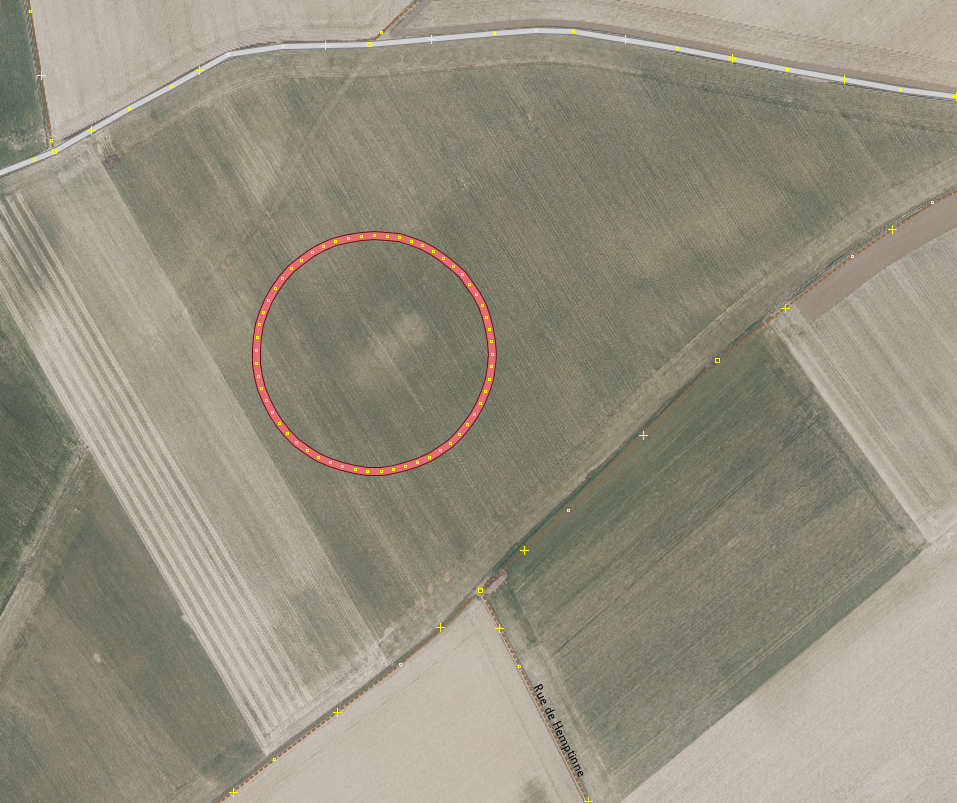
Luchtfoto met de plaats van de vroegere tumuli van Hanret
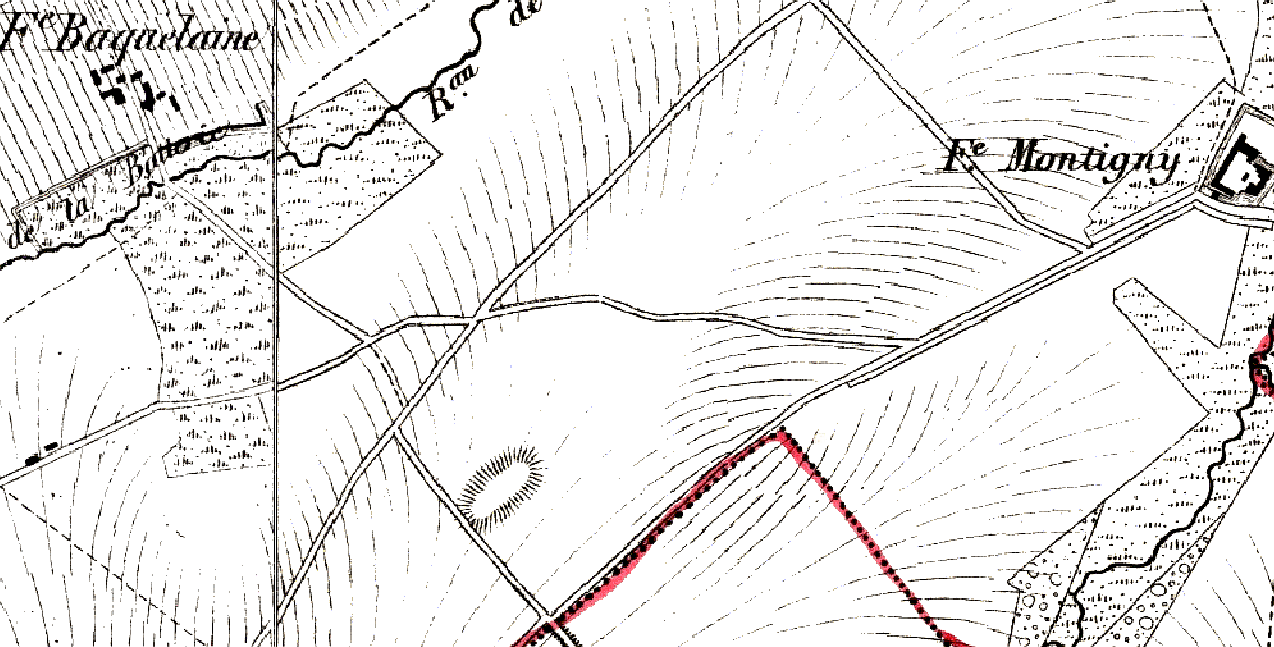
Tumuli voor de afgraving op Vandermaelenkaart van 1846